# Homberg (Duisburg)
Homberg is een wijk van Duisburg in de Duitse deelstaat Noordrijn-Westfalen.
De officiële naam van het stadsdeel is Alt-Homberg. Samen met het stadsdeel Hochheide en de plaatsen Essenberg en In den Haesen vormde Alt-Homberg tot 1975 de zelfstandige gemeente Homberg/Ndrh., daarna werd het een deel van Duisburg. Het is nu een onderdeel van het stadsdeel Homberg/Ruhrort/Baerl.
Het vormde aan de samenvloeiing van de Ruhr met de Rijn het begin van de historische Westfaalse hellweg die naar Corvey aan de Weser liep.